# Chromis
Chromis es un género de peces de la familia Pomacentridae. Aunque el término damisela comprende un grupo de peces marinos mayor que este género, la mayoría de los peces damisela pertenecen al género Chromis.
Estos peces son populares en los acuarios domésticos por su pequeño tamaño, brillantes colores y tolerancia a una baja calidad del agua.

## Especies

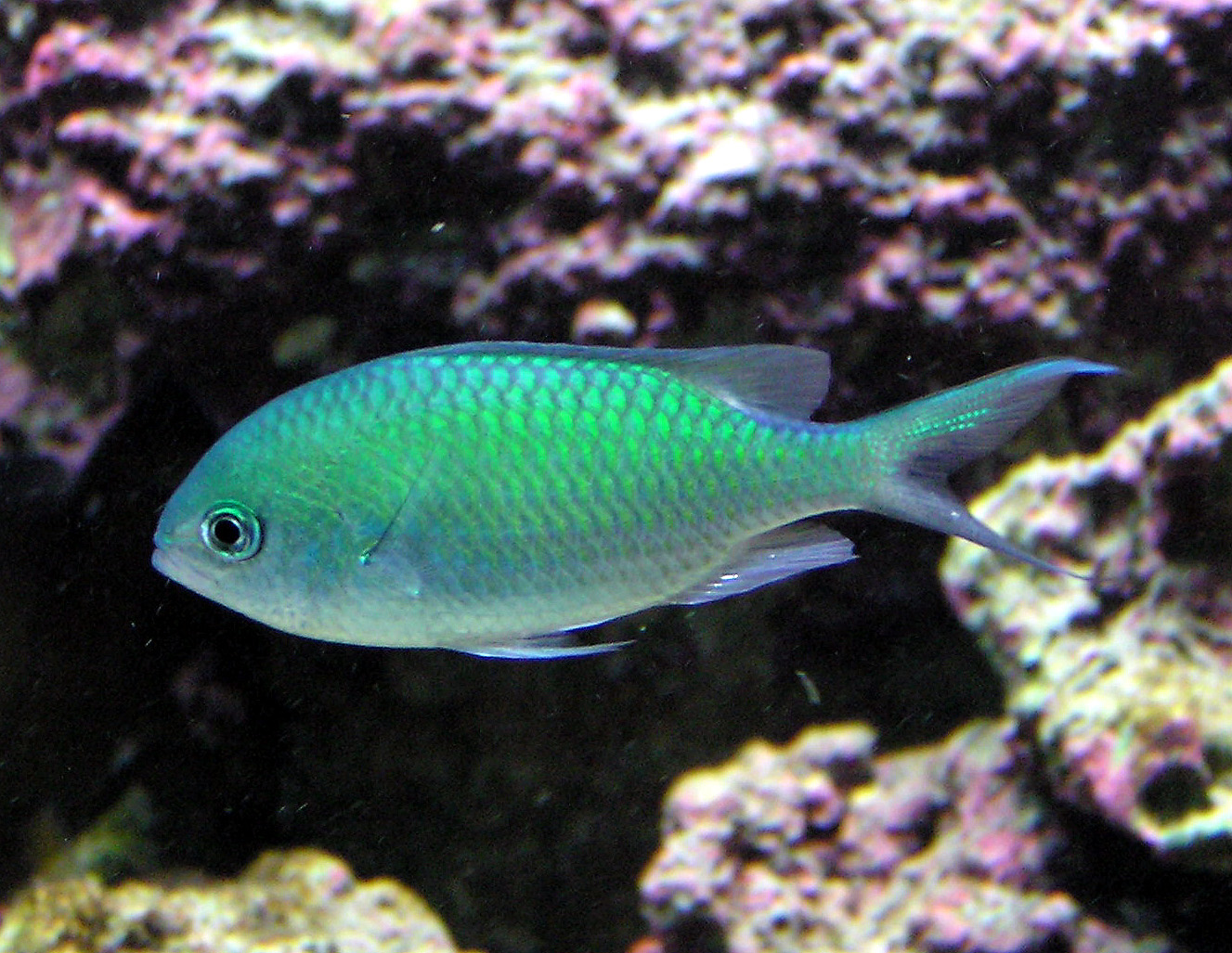
Chromis viridis.

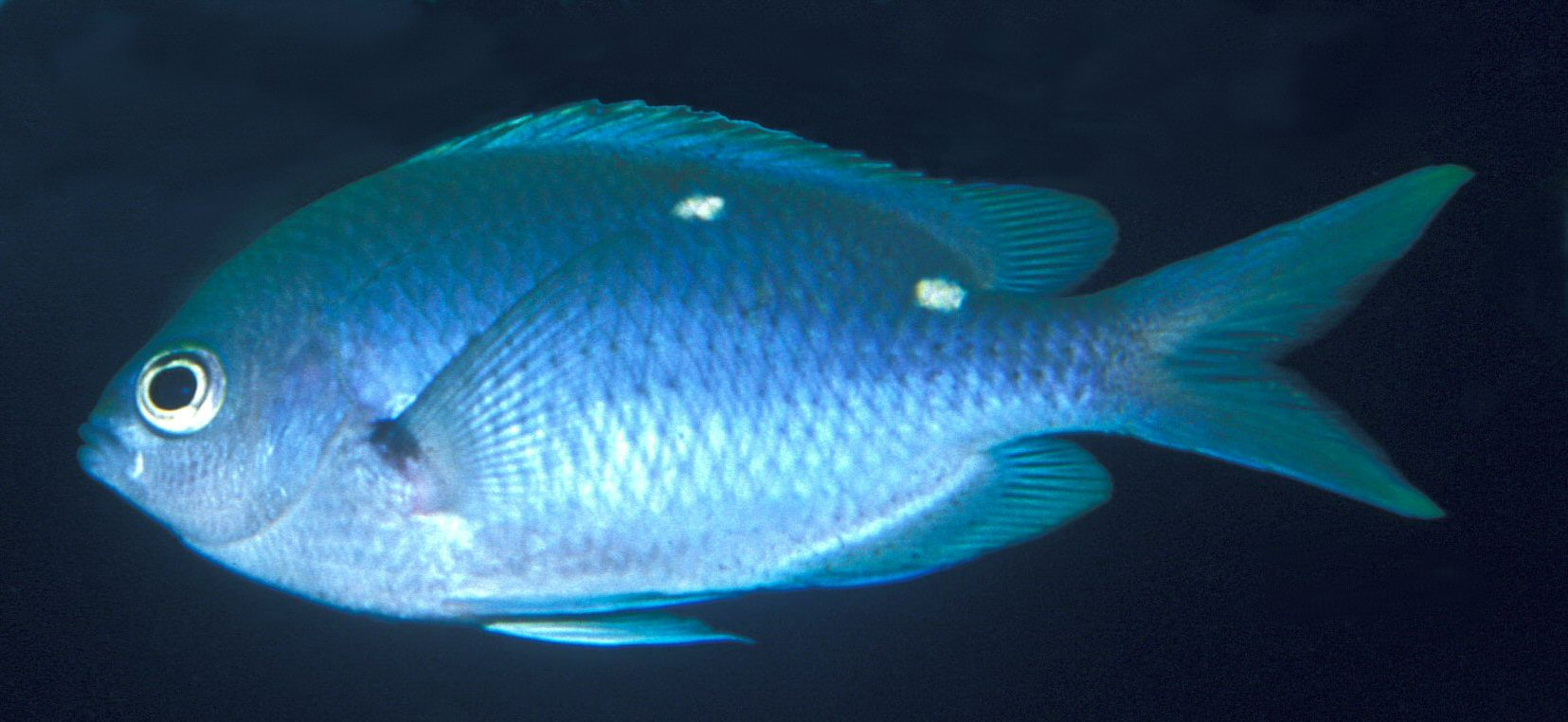
Chromis dispilus.

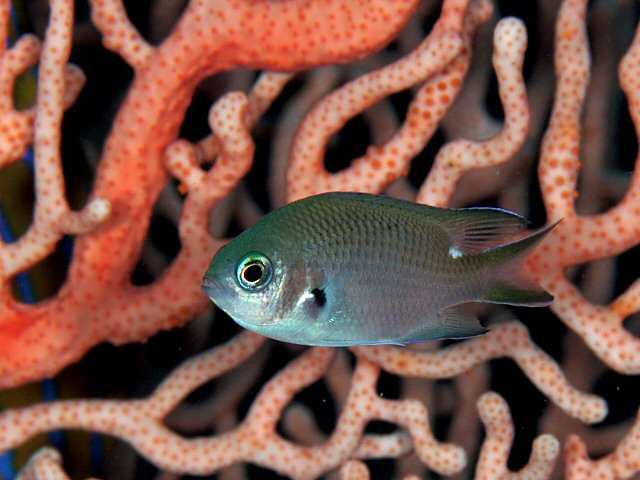
Chromis notata.

El género Chromis incluye las siguientes especies:
- Chromis abrupta Randall, 2001
- Chromis abyssicola Allen and Randall, 1985
- Chromis abyssus Pyle et al., 2008[9]
- Chromis acares Randall and Swerdloff, 1973
- Chromis agilis Smith, 1960
- Chromis albomaculata Kamohara, 1960
- Chromis alleni Randall, Ida and Moyer, 1981
- Chromis alpha Randall, 1988
- Chromis alta Greenfield and Woods, 1980
- Chromis amboinensis (Bleeker, 1873)
- Chromis analis (Cuvier in Cuvier and Valenciennes, 1830)
- Chromis atrilobata Gill, 1862
- Chromis atripectoralis Welander and Schultz, 1951
- Chromis atripes Fowler and Bean, 1928
- Chromis axillaris (Bennett, 1831)
- Chromis bami Randall and McCosker, 1992
- Chromis brevirostris Pyle et al., 2008
- Chromis cadenati Whitley, 1951
- Chromis caerulea (Cuvier in Cuvier and Valenciennes, 1830)
- Chromis caudalis Randall, 1988
- Chromis chromis (Linnaeus, 1758)[10]
- Chromis chrysura (Bliss, 1883)
- Chromis cinerascens (Cuvier, 1830)
- Chromis circumaurea Pyle et al., 2008
- Chromis crusma (Valenciennes in Cuvier and Valenciennes, 1833)
- Chromis cyanea (Poey, 1860)
- Chromis dasygenys (Fowler, 1935)
- Chromis degruyi Pyle et al., 2008
- Chromis delta Randall, 1988
- Chromis dimidiata (Klunzinger, 1871)
- Chromis dispilus Griffin, 1923
- Chromis earina Pyle et al., 2008
- Chromis elerae Fowler and Bean, 1928
- Chromis enchrysura Jordan and Gilbert, 1882
- Chromis fatuhivae Randall, 2001[11]
- Chromis flavapicis Randall, 2001
- Chromis flavaxilla Randall, 1994
- Chromis flavicauda (Günther, 1880)
- Chromis flavipectoralis Randall, 1988
- Chromis flavomaculata Kamohara, 1960
- Chromis fumea (Tanaka, 1917)
- Chromis hanui Randall and Swerdloff, 1973
- Chromis hypsilepis (Günther, 1867)
- Chromis insolata (Cuvier in Cuvier and Valenciennes, 1830)
- Chromis intercrusma Evermann and Radcliff, 1917
- Chromis iomelas Jordan and Seale, 1906
- Chromis jubauna Moura, 1995
- Chromis klunzingeri Whitley, 1929
- Chromis lepidolepis Bleeker, 1877
- Chromis leucura Gilbert, 1905
- Chromis limbata (Cuvier in Cuvier and Valenciennes, 1830)[12]
- Chromis limbaughi Greenfield and Woods, 1980
- Chromis lineata Fowler and Bean, 1928
- Chromis lubbocki Edwards, 1986
- Chromis margaritifer Fowler, 1946
- Chromis meridiana Greenfield and Woods, 1980
- Chromis mirationis Tanaka, 1917
- Chromis monochroma (Allen & Randall, 2004)[13]
- Chromis multilineata (Guichenot, 1853)
- Chromis nigroanalis Randall, 1988
- Chromis nigrura Smith, 1960
- Chromis nitida (Whitley, 1928)
- Chromis notata (Temminck and Schlegel, 1843)
- Chromis okamurai Yamakawa and Randall, 1989
- Chromis onumai (Senou & Kudo, 2007)[14]
- Chromis opercularis (Günther in Playfair and Günther, 1867)
- Chromis ovalis (Steindachner, 1900)
- Chromis ovatiformis Fowler, 1946
- Chromis pamae Randall and McCosker, 1992
- Chromis pelloura Randall and Allen, 1982
- Chromis pembae Smith, 1960
- Chromis planesi (Lecchini & Williams, 2004)[15]
- Chromis punctipinnis (Cooper, 1863)
- Chromis pura (Allen & Randall, 2004)[13]
- Chromis randalli Greenfield and Hensley, 1970
- Chromis retrofasciata Weber, 1913
- Chromis sanctaehelenae Edwards in Edwards and Glass, 1987
- Chromis scotochiloptera Fowler, 1918
- Chromis scotti Emery, 1968
- Chromis struhsakeri Randall and Swerdloff, 1973
- Chromis ternatensis (Bleeker, 1856)
- Chromis triacantha Bowdich, 1825
- Chromis trialpha Allen and Randall, 1980
- Chromis vanderbilti (Fowler, 1941)
- Chromis verater Jordan and Metz, 1912
- Chromis viridis (Cuvier in Cuvier and Valenciennes, 1830)
- Chromis weberi Fowler and Bean, 1928
- Chromis westaustralis Allen, 1976
- Chromis woodsi Bruner and Arnam, 1979
- Chromis xanthochira (Bleeker, 1851)
- Chromis xanthopterygia Randall and McCarthy, 1988
- Chromis xanthura (Bleeker, 1854)
- Chromis xutha Randall, 1988
- Chromis xouthos (Allen & Erdmann, 2005)[16]